# Сандс Појнт (Њујорк)
Сандс Појнт (енгл. Sands Point) град је у америчкој савезној држави Њујорк.

## Демографија
По попису из 2010. године број становника је 2.675, што је 111 (-4,0%) становника мање него 2000. године.
| Група             | 2000.         | 2010.         |
| Белци             | 2.378 (85,4%) | 2.265 (84,7%) |
| Афроамериканци    | 45 (1,6%)     | 22 (0,8%)     |
| Азијати           | 230 (8,3%)    | 219 (8,2%)    |
| Хиспаноамериканци | 109 (3,9%)    | 125 (4,7%)    |
| Укупно            | 2.786         | 2.675         |